# 1270 Datura
1270 Datura eller 1930 YE är en asteroid i huvudbältet, som upptäcktes 17 december 1930 av den belgisk-amerikanske astronomen George Van Biesbroeck vid Yerkesobservatoriet i Williams Bay, Wisconsin. Den har fått sitt namn efter det vetenskapliga namnet på Spikklubbesläktet.
Asteroiden har en diameter på ungefär 8 kilometer.